# Mesosemia amona
Mesosemia amona är en fjärilsart som beskrevs av William Chapman Hewitson 1875. Mesosemia amona ingår i släktet Mesosemia och familjen Riodinidae. Inga underarter finns listade i Catalogue of Life.